# Енкелад
 Тази статия е за гиганта.  За спътника вижте Енцелад (спътник).  
Енкелад (на старогръцки: Ἐγκέλαδος, Enkelados, на латински: Enceladus) в древногръцката митология е гигант.
В Библиотеката на Аполодор той е син на Гея от капналата на нея кръв от Уран. През Гигантомахията той е противник на Зевс, Дионис и Атина. При Аполодор и Калимах, Атина го погребва под Етна.